# Titularbistum Enera
Enera ist ein Titularbistum der römisch-katholischen Kirche.
Es geht zurück auf einen untergegangenen Bischofssitz in der gleichnamigen antiken Stadt, die in der römischen Provinz Africa (Sahelregion Tunesiens) lag.
| Titularbischöfe von Enera |                                     |                                                      |                   |                  |
| Nr.                       | Name                                | Amt                                                  | von               | bis              |
| 1                         | Raúl Omar Rossi                     | Weihbischof in Buenos Aires (Argentinien)            | 20. Mai 1992      | 22. Februar 2000 |
| 2                         | Arthur Joseph Serratelli            | Weihbischof in Newark (USA)                          | 3. Juli 2000      | 1. Juni 2004     |
| 3                         | Dennis Joseph Sullivan              | Weihbischof in New York (USA)                        | 28. Juni 2004     | 8. Januar 2013   |
| 4                         | José Aparecido Gonçalves de Almeida | Weihbischof in Brasília (Brasilien)                  | 8. Mai 2013       | 13. Juli 2023    |
| 5                         | Tomás González González             | Weihbischof in San Juan de Puerto Rico (Puerto Rico) | 8. September 2023 |                  |